# Сілвер-Гроув (Кентуккі)
Сілвер-Гроув (англ. Silver Grove) — місто (англ. city) в США, в окрузі Кемпбелл штату Кентуккі. Населення — 1154 особи (2020).

## Географія
Сілвер-Гроув розташований за координатами 39°2′24″ пн. ш. 84°24′2″ зх. д. / 39.04000° пн. ш. 84.40056° зх. д. (39.040081, -84.400545).  За даними Бюро перепису населення США в 2010 році місто мало площу 4,30 км², з яких 2,94 км² — суходіл та 1,36 км² — водойми.

## Демографія
Згідно з переписом 2010 року, у місті мешкали 1102 особи в 417 домогосподарствах у складі 260 родин. Густота населення становила 256 осіб/км².  Було 482 помешкання (112/км²).
Расовий склад населення:
| - 98,0 % — білих - 0,1 % — чорних або афроамериканців - 0,1 % — азіатів |

До двох чи більше рас належало 1,5 %. Частка іспаномовних становила 0,2 % від усіх жителів.
За віковим діапазоном населення розподілялося таким чином: 28,0 % — особи молодші 18 років, 62,3 % — особи у віці 18—64 років, 9,7 % — особи у віці 65 років та старші. Медіана віку мешканця становила 34,9 року. На 100 осіб жіночої статі у місті припадало 115,7 чоловіків;  на 100 жінок у віці від 18 років та старших — 108,1 чоловіків також старших 18 років.
Середній дохід на одне домашнє господарство  становив 47 638 доларів США (медіана — 40 104), а середній дохід на одну сім'ю — 54 398 доларів (медіана — 52 250). Медіана доходів становила 41 971 долар для чоловіків та 26 500 доларів для жінок. За межею бідності перебувало 28,0 % осіб, у тому числі 53,1 % дітей у віці до 18 років та 0,0 % осіб у віці 65 років та старших.
Цивільне працевлаштоване населення становило 467 осіб. Основні галузі зайнятості: освіта, охорона здоров'я та соціальна допомога — 24,2 %, роздрібна торгівля — 15,4 %, транспорт — 11,1 %, виробництво — 9,6 %.